# Thomas Warberg
Thomas Erik Warberg (født  11. juni 1985) er en dansk komiker fra Toftlund i Sønderjylland.

## Karriere
Han har medvirket i Live fra Bremen, Klipfiskerne, De nøgne, Stand-up.dk, Stormester sæson 2 og Comedy Fight Club  i (2007), hvor han også fik sit gennembrud som komiker. 
Thomas Warberg vandt Läkerol-prisen som årets nye talent til Zulu Comedy Galla 2010.
Han har været vært på Det Sene Sommershow på TV 2 i 2016.
Thomas Warberg var tidligere kendt som en rendyrket one line-komiker, men har sidenhen udviklet sig.
Thomas Warberg var desuden indehaver af sin egen Comedy klub; Warberg Comedy Club, der lukkede i november 2021.

## One-man shows
- Thomas Warberg - Comedy Tour '14 (2014)[1]
- Thomas Warberg Comedy Tour '16 (2016)
- Perfektion, overskud og andre lorteord (2019)
- Et storslået Menneske (2021)
- Du har det ikke fra mig (2024)